# Scott Stapp
Scott Alan Stapp (født 8. august 1973) er en amerikansk sanger, sangskriver og musiker, kendt som forsanger og tekstforfatter i bandet Creed, som stiftende medlem . Hans debut soloalbum, The Great Divide, blev udgivet i 2005. Hans andet album , Proof of Life, blev udgivet den 5. november 2013.
Stapp har modtaget flere priser, herunder en Grammy Award for sangen "With Arms Wide Open" og talrige RIAA certificeringer. I 2006 i Hit Parader stod Stapp som den 68. største heavy metal sanger.